# Oleksandr Hvozdyk
Oleksandr Gvozdyk (en ukrainien : Олександр Сергійович Гвоздик, Oleksandr Serhiïovytch Gvozdyk) est un boxeur ukrainien né le 15 avril 1987 à Kharkiv.

## Carrière
Sa carrière amateur est principalement marquée par une médaille de bronze remportée aux jeux olympiques de Londres en 2012 dans la catégorie mi-lourds. Passé dans les rangs professionnels en 2014, il devient champion du monde des poids mi-lourds WBC le 1er décembre 2018 après sa victoire par KO au 11e round contre Adonis Stevenson, titre qu'il conserve le 30 mars 2019 en battant par arrêt de l’arbitre au 5e round Doudou Ngumbu.
Le 18 septembre 2019, il affronte le boxeur Russe Artur Beterbiyev, champion IBF de la catégorie, dans un combat de réunification et perd par arrêt de l'arbitre au 10e round après avoir subi dans la même reprise 3 knock-downs.

## Palmarès

### Jeux olympiques
- Médaille de bronze en -81 kg aux jeux de 2012 à Londres, Angleterre